# Stammheim (Szwajcaria)
Stammheim (gsw. Stamme) – miejscowość i gmina (Politische Gemeinde) w północnej Szwajcarii, w kantonie Zurych, w okręgu (Bezirk) Andelfingen. Powstała 1 stycznia 2019 r. w wyniku połączenia gmin Oberstammheim, Unterstammheim i Waltalingen.

## Demografia
W Stammheimie mieszka 2879 osób. W 2022 roku 9,9% populacji gminy stanowiły osoby urodzone poza Szwajcarią.

## Transport
Przez teren gminy przebiega droga główna nr 352.